# Marco Andretti

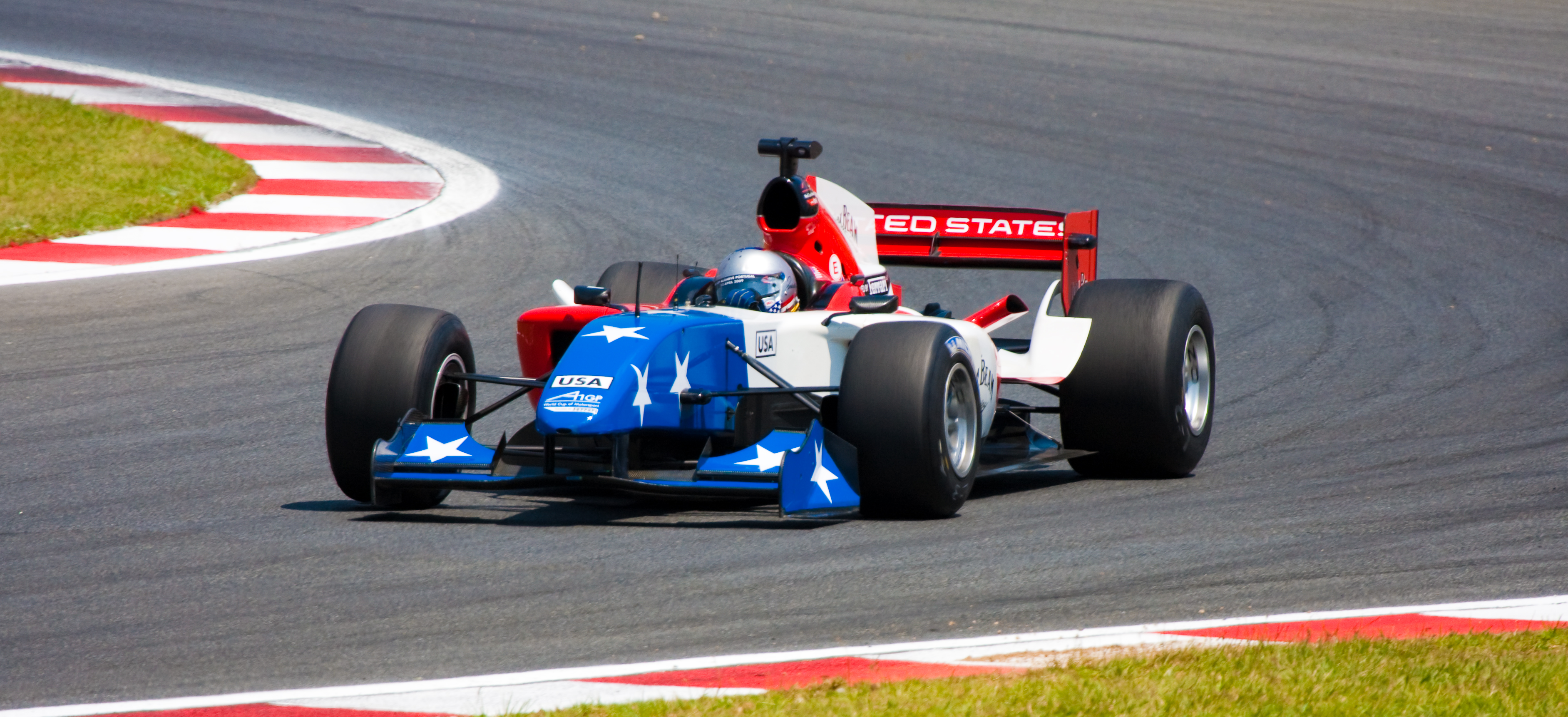
Andretti tijdens een A1GP-race 2009

Marco Michael Andretti (Nazareth (Pennsylvania), 13 maart 1987) is een Amerikaans autocoureur. Hij is de zoon van voormalig Champ Car-kampioen Michael Andretti en kleinzoon van voormalig wereldkampioen Formule 1 en viervoudig Champ Car-kampioen Mario Andretti.

## Carrière
Andretti reed in het begin van zijn carrière onder meer in het Formula Dodge Eastern-kampioenschap, de Star Mazda Series en de Indy Lights.

### IndyCar Series
In 2006 ging hij rijden in de IndyCar Series voor Andretti Green Racing, het team waar zijn vader Michael mede-eigenaar van is. Hij won dat seizoen de race op de Infineon Raceway en eindigde tweede tijdens de Indianapolis 500. Hij reed ook in 2007, 2008, 2009 en 2010 voor het team, maar kon geen verdere overwinningen meer boeken. Hij werd in 2008 derde in Indianapolis, zodat hij na het uitvallen het jaar voordien, twee podiumplaatsen op drie jaar behaalde in de belangrijkste race van het kampioenschap. In 2011 reed hij een zesde jaar voor Andretti Autosport. Dat jaar won hij op de Iowa Speedway, zijn tweede overwinning uit zijn carrière.

### Andere races
Andretti reed tijdens het seizoen 2008/2009 enkele races in de A1GP voor het Amerikaanse team, geleid door Andretti Green Racing. Op 23 november 2008 werd hij derde in de race in Maleisië. In het seizoen 2014-2015 nam hij voor zijn familieteam deel aan de Formule E-race op het Puerto Madero Street Circuit en eindigde hierin als twaalfde.

## Resultaten
Indy Racing League-resultaten (aantal gereden races, aantal maal in de top 5 van een race, eindpositie kampioenschap en punten)
| Jaar | Races | 1ste | 2de | 3de | 4de | 5de | Rang | Ptn |
| ---- | ----- | ---- | --- | --- | --- | --- | ---- | --- |
| 2006 | 14    | 1    | 1   | -   | 1   | 1   | 7    | 325 |
| 2007 | 17    | -    | 2   | -   | 2   | 2   | 11   | 350 |
| 2008 | 18    | -    | 1   | 3   | 1   | 1   | 7    | 363 |
| 2009 | 17    | -    | -   | -   | 1   | 1   | 8    | 380 |
| 2010 | 17    | -    | -   | 3   | -   | 1   | 8    | 392 |
| 2011 | 17    | 1    | -   | 1   | 2   | -   | 8    | 337 |
| 2012 | 15    | -    | 1   | -   | -   | -   | 16   | 278 |
| 2013 | 19    | -    | -   | 2   | 3   | 1   | 5    | 484 |

### Resultaten Indianapolis 500
| Jaar | Chassis | Motor     | Start | Finish | Team                  |
| ---- | ------- | --------- | ----- | ------ | --------------------- |
| 2006 | Dallara | Honda     | 9     | 2      | Andretti Green Racing |
| 2007 | Dallara | Honda     | 9     | 24     | Andretti Green Racing |
| 2008 | Dallara | Honda     | 7     | 3      | Andretti Green Racing |
| 2009 | Dallara | Honda     | 8     | 30     | Andretti Green Racing |
| 2010 | Dallara | Honda     | 16    | 3      | Andretti Autosport    |
| 2011 | Dallara | Honda     | 28    | 9      | Andretti Autosport    |
| 2012 | Dallara | Chevrolet | 4     | 24     | Andretti Autosport    |
| 2013 | Dallara | Chevrolet | 3     | 4      | Andretti Autosport    |